# 君はいずこへ
「君はいずこへ」（きみはいずこへ、原題 : I'm Looking Through You）は、ビートルズの楽曲である。1965年発売された6作目のイギリス盤公式オリジナル・アルバム『ラバー・ソウル』に収録された。レノン＝マッカートニー名義となっているが、実質的にはポール・マッカートニーによって書かれた楽曲。マッカートニーが当時の婚約者ジェーン・アッシャーと別居していた時期に書いた楽曲で、アッシャーとのすれ違いを主題とした内容となっている。

## レコーディング
「君はいずこへ」のレコーディングは、1965年10月から11月にかけて行なわれ、この間に3つのバージョンが録音された。10月24日にレコーディングされたテイク1は、『ラバー・ソウル』に収録されたバージョンよりもテンポが遅く、リズムも異なり、「Why, tell me why」から始まるミドルエイトの部分がなかった。このテイク1は、1996年に発売された『ザ・ビートルズ・アンソロジー2』に収録された。
『ラバー・ソウル』のレコーディング・セッションが終盤に差しかかった11月6日に1回目のリメイクが行われたが、メンバーはこの日にレコーディングされたテイクに不満を持ったため、この日のテイクは破棄されることとなった。11月10日に最終バージョンとなるテイク4がレコーディングされ、翌日にオーバー・ダビングが施されて完成となった。最終バージョンは、キーをA♭に上げて演奏された。
アメリカで発売されたキャピトル編集盤『Rubber Soul』のステレオ盤には、イントロでのギターのミスにより、演奏し直すところから収録されている。これは、この演奏をやり直す様子が意図的なものであると判断したキャピトル・レコードのエンジニアによって残されたもの。
アルバムのスリーブや一部文献で、リンゴ・スターがドラムの他に、ハモンドオルガンを演奏したことが記載されている。この件について、マーク・ルイソンは著書の中で、セッションテープのテープ・ボックスの注記にハモンドオルガンは含まれていなかったと書いている。

## 評価
『ニュー・ミュージカル・エクスプレス』誌に掲載されたレビューの中で、アラン・エヴァンスは本作について「従来のビートルズ・ナンバーのように聴こえる」と評している。『レコード・ミラー』誌は、本作のリズムやマッカートニーのボーカル、ジョージ・ハリスンのギター演奏を高く評価した。『KRLAビート』誌のニッキー・ワインは、「実にスウィンギングな楽曲」「素晴らしく軽快で、ほぼブルージーなサウンドで構成されている」と評している。
『オールミュージック』のトーマス・ワードは、本作を「『ラバー・ソウル』における“最高級”の楽曲」「ビートルズの正典における隠れた逸品」として挙げている。ワードは、マッカートニーが書いた歌詞について、「その時期で最も成熟したもの」と評し、同時にマッカートニーのリード・ボーカルを称賛している。

## クレジット
※出典（特記を除く）
- ポール・マッカートニー - ダブルトラックのボーカル[19]、ベース
- ジョン・レノン - ハーモニー・ボーカル、アコースティック・ギター
- ジョージ・ハリスン - リードギター、タンバリン
- リンゴ・スター - ドラム、パーカッション（マッチ箱）、ハモンドオルガン

## カバー・バージョン
- メゴン・マックドノー（英語版） - 1990年に発売されたアルバム『American Girl』に収録[20]。
- ザ・ウォールフラワーズ - 2001年に公開された映画『アイ・アム・サム』でサウンドトラックとして使用され、同映画のサウンドトラック盤にも収録された[21]。